# Biologicals
Biologicals zijn geneesmiddelen die bestaan uit natuurlijke eiwitten zoals antilichamen en cytokines, of uit fragmenten van eiwitten of synthetische peptiden. In Nederland wordt de term beperkt tot vooral kunstmatige peptiden, die heel specifieke signaaleiwitten, zoals receptoren of cytokines, uitschakelen en zo ziekteprocessen als reumatoïde artritis, psoriasis, darmontstekingen, kanker, maculadegeneratie tegengaan.

## Definitie
Het Nederlandse College ter Beoordeling van Geneesmiddelen (CBG) gebruikt als definitie: "Een biologisch geneesmiddel is een geneesmiddel waarvan de werkzame stof vervaardigd is door of afkomstig is van een levend organisme. Insuline bijvoorbeeld kan geproduceerd worden via gentechnologie, door een levend organisme, een bacterie of een gist, te voorzien van een gen dat codeert voor insuline."
Volgens een Europese richtlijn is een biologisch geneesmiddel: 
...een geneesmiddel waarvan de werkzame stof een biologische substantie is. Een biologische substantie is een substantie die geproduceerd wordt door of geëxtraheerd wordt uit een biologische bron en waarvan de typering en de bepaling van de kwaliteit alleen kan plaatsvinden aan de hand van een combinatie van fysisch-chemisch-biologische proeven, gecombineerd met het productieprocedé en de beheersing ervan. De volgende geneesmiddelen moeten als biologische geneesmiddelen worden beschouwd: immunologische geneesmiddelen en uit menselijk bloed of van menselijk bloedplasma bereide geneesmiddelen, als gedefinieerd in respectievelijk punt 4 en punt 10 van artikel 1; geneesmiddelen waarop deel A van de bijlage bij Verordening (EEG) nr. 2309/93 betrekking heeft; geneesmiddelen voor geavanceerde therapie, als gedefinieerd in deel IV van deze bijlage. Alle andere substanties die voor de vervaardiging of extractie van de werkzame stof(fen) worden gebruikt, maar waarvan deze werkzame stoffen niet rechtstreeks worden afgeleid, zoals reagentia, kweekmedia, bloedserum van kalverfoetussen, additieven, buffers ten behoeve van chromatografie enz., worden "basismaterialen" genoemd. (Richtlijn 2001/83/EG, gewijzigd door Richtlĳn 2003/63/EG (Bijlage I, Deel I, 3.2.1.1.b.)).

## Ontwikkeling
Bij deze eiwitten gaat het om grote complexe moleculen die gevoelig zijn voor afbraak in het maag-darmkanaal. Deze middelen worden daarom gegeven als subcutane (onderhuidse), intramusculaire (direct in het spierweefsel), of intraveneuze (in een bloedvat) injectie, om zo afbraak door de spijsvertering te omzeilen. Ze kunnen uit dierlijk weefsel worden geëxtraheerd of via recombinant-DNA-techniek worden geproduceerd. De namen van veel biologicals eindigt op -ab. Dit komt van antibody (Eng.), in die gevallen gaat het meestal om monoklonale antilichamen.
Biologicals kunnen ontwikkeld worden door de steeds toenemende kennis van de pathogenese (ontstaan) van de verschillende aandoeningen; met name de processen op het gebied van de immunologie.

## Gebruik bij aandoeningen
Het aantal aandoeningen waarvoor een biological ontwikkeld kan worden is schier onuitputtelijk; de kennis van immunologische processen die aan verschillende aandoeningen ten grondslag ligt, neemt steeds toe, en daarmee het aantal mogelijke doelwitten waartegen men een biological kan ontwikkelen. Dit geldt natuurlijk ook voor de "gewone" (chemische) geneesmiddelen. Echter een groot verschil met de chemische middelen is de prijs van de biologicals; deze zijn veel duurder. Vaak gaat het hierbij om (tien)duizenden euro's per jaar.
Grote, recentere doorbraken waren met name trastuzumab en de middelen tegen reumatoïde artritis, psoriasis en de ziekte van Crohn. Eerstgenoemde omdat dit middel de 20-30% van de vrouwen met een HER2 positieve borstkanker (slechte prognose) nu wel perspectief kon bieden, en de andere middelen, omdat grote groepen patiënten hiermee nieuwe alternatieven tot hun beschikking kregen, met name voor de ernstiger gevallen.

## Preferentiebeleid in Nederland
In Nederland is de discussie gaande, of het preferentiebeleid van de zorgverzekeraars uitgebreid kan worden naar de biologicals. De rechtbank in Den Haag sprak op 1 juni 2011 reeds uit dat wat betreft de WGP (Wet Geneesmiddelen Prijzen) mag worden uitgegaan van farmaceutische uitwisselbaarheid en niet van therapeutische uitwisselbaarheid. Het CVZ bracht op 29 september 2011 een bevestigend rapport uit. Dit gebeurde na consultatie van het CBG. Minister Schippers stelde op 7 december 2010 in antwoord op Kamervragen: "Voor biologische geneesmiddelen kan preferentiebeleid worden gevoerd."
De registratie-eisen voor 'generieke biologicals', de zogenaamde biosimilars, zijn beduidend strenger dan voor 'generieke chemische geneesmiddelen'.
De EMA eist dat behalve het aantonen van een vergelijkbaar farmacokinetisch profiel met de biosimilar ook vergelijkende geneesmiddelenonderzoeken worden uitgevoerd.

## Therapeutisch preferentiebeleid in Nederland
Van therapeutisch preferentiebeleid is sprake als een zorgverzekeraar binnen een groep van analoog werkzame stoffen, één stof voor vergoeding aanwijst.
Minister Klink van VWS schreef daarover in zijn begroting voor 2010:
“Ik sta overigens wel positief tegenover het principe van therapeutisch preferentiebeleid. Hier zal ik in de komende periode nader onderzoek naar laten verrichten, zodat dit mogelijkerwijs met ingang van 2012 gestalte kan worden gegeven. Om therapeutisch preferentiebeleid mogelijk te maken, is overigens een wijziging nodig van het Besluit zorgverzekering.”
Het hof te Arnhem wees op 24 mei 2011 vonnis in hoger beroep, dat de autonomie van de voorschrijvend arts in een onderhavig geval bevestigde. Het betrof hier de uitwisselbaarheid van adalimumab en infliximab.

## Overzicht
In onderstaande tabel is getracht een overzicht te geven van de belangrijkste, en meest recente toelatingen (in de Verenigde Staten) van biologicals als geneesmiddel. Biologicals die in de VS door de FDA zijn goedgekeurd krijgen meestal binnen afzienbare tijd ook in Europa, via de centrale procedure door de EMEA, een registratie. Een Europese registratie betekent dat het ook op de Nederlandse en Belgische markt is toegelaten. Het kan natuurlijk ook voorkomen dat een middel eerder in Europa is toegelaten dan in de VS. Zie voor de Europese registraties JAMA. 2008;300(16):1887-1896. De lijst van  biological medicijnen is nog niet compleet. 
| Naam van het geneesmiddel    | Indicatie | Goedgekeurd in de VS   |
| ---------------------------- | --- | ---------------------- |
| Insuline (Iletin ®)          | diabetes mellitus                                                                                                | 1923                   |
| Somatotropine (Nutropin®)    | groeihormoondeficiëntie                                                                                          | 1985                   |
| Muromonab (Orthoclone OKT3®) | afstoting orgaantransplantatie                                                                                   | 1986                   |
| Epoetin (Epogen®)            | anemie bij nierfalen                                                                                             | 1989                   |
| Interferon beta (Avonex®)    | multiple sclerose                                                                                                | 1996                   |
| Alteplase (Activase®)        | herseninfarct | 1996                   |
| Rituximab (Rituxin®)         | B-cel lymfoom (maligniteit), reumatoïde artritis                                                                 | 1997, 2006             |
| Trastuzumab (Herceptin®)     | borstkanker | 1998                   |
| Infliximab (Remicade®)       | ziekte van Crohn, colitis ulcerosa, reumatoïde artritis, ziekte van Bechterew, psoriasis, psoriatrische artritis | 1998, 1999, 2004, 2005 |
| Etanercept (Enbrel®)         | reuma, psoriatrische artritis, psoriasis                                                                         | 1998, 2002, 2004       |
| Anakinra (Kineret®)          | reumatoïde artritis                                                                                              | 2001                   |
| Adalimumab (Humira®)         | reumatoïde artritis, ziekte van Crohn, ziekte van Bechterew                                                      | 2002, 2007             |
| Alefacept (Amevive®)         | psoriasis | 2003                   |
| Efalizumab (Raptiva®)        | psoriasis | 2003                   |
| Omalizumab (Xolair®)         | astma | 2003                   |
| Abatacept (Orencia®)         | reumatoïde artritis                                                                                              | 2005                   |
| Bevacizumab (Avastin ®)      | Gemetastaseerd colon- of rectumcarcinoom (off-label: maculadegeneratie)                                          | 2005                   |
| Panitimumab (Vectibix®)      | rectum- en darmkanker                                                                                            | 2006                   |
| Ranibizumab (Lucentis®)      | maculadegeneratie                                                                                                | 2006                   |
| Eculizumab (Soliris®)        | Paroxismale nachtelijke hemoglobinurie (zeldzame bloedziekte)                                                    | 2007                   |